# Quinta de Funes
La Quinta de Funes fue un centro clandestino de detención en la localidad argentina de Funes. Ubicada en el cruce de la ex Ruta Nacional 9 y diagonal San José, fue el lugar en el que miembros del Destacamento de Inteligencia 121, del II Cuerpo de Ejército mantuvieron cautivos a hombres y mujeres perseguidos por su militancia política, entre septiembre de 1977 y enero de 1978. A partir de 2017, luego de su expropiación, la ciudadanía de Funes, a través de una Mesa local de DDHH esta luchando para que el predio sea un espacio de memoria, de reflexión y capacitación.

## Breve reseña
Ese grupo de tareas ya había operado en el centro clandestino de detención (CCD) La Calamita.  El predio ubicado en el cruce de la ex Ruta Nacional 9 y diagonal San José  de Funes,  ocupa tres manzanas y era custodiado por personal de Gendarmería Nacional, vestidos de civil. Allí funcionaba una imprenta clandestina, desde la cual, el Ejército falsificaba folletos de militantes de Montoneros. En la Quinta de Funes, se elaboró el Plan de Inteligencia conocido como «Operación México» cuyo objetivo fue secuestrar a integrantes de la cúpula Montoneros, que estaban en ese país. Las personas secuestradas en «Quinta de Funes» fueron derivadas luego del fracaso de esa operación a la «Escuela Magnasco» y por último a la casa quinta conocida como «La Intermedia» donde todas ellas fueron ejecutadas ilícitamente.

## La Intermedia de Timbúes
Este sitio se encuentra en Timbúes a escasos metros de la Autopista Rosario-Santa Fe y se extiende hasta el Río Carcarañá. Allí hay dos viviendas que fueron utilizadas como CCD, donde al menos 15 personas estuvieron secuestradas a principios de 1978, incluso ocultados con alfalfa. Su nombre hace referencia a que desde este lugar, los prisioneros eran trasladados a su trágico destino final.  Hace algunos años desde el gobierno local se pretende transformar el lugar en un espacio histórico, aunque el actual dueño del lugar donde se encuentran las viviendas se opone al proyecto, y por derecho constitucional, no quiere vender las tierras. En 2009, el imputado Eduardo Costanzo detalló cómo y dónde se realizó la matanza de 14 militantes políticos durante la última dictadura, en ese CCD. En su declaración afirmó "Los mataron Rodolfo Isach, Juan Daniel Amelong, Jorge Fariña, y Pascual Guerrieri, que son los cuatro que estaban en la pieza, los hacían llevar uno por uno y los mataban ahí adentro".

## Causa judicial
La Quinta de Funes formaba parte de una estructura de cinco centros clandestinos de detención que operaron bajo la órbita del Destacamento 121 del Ejército. La causa en la que se investigaron los delitos cometidos en ese conjuntos de instalaciones se conoce como Causa Guerrieri III. En 2017 se condenó a prisión perpetua diez exmilitares y civiles por delitos cometidos contra 47 personas, de las cuales 24 permanecen en calidad de desaparecidas.

## Espacio de memoria
En 2016 señalizaron la «Quinta de Funes»,  como «Sitio de Memoria del Terrorismo de Estado»  y se aprobó la expropiación del predio donde funcionó este CCD para conservar la edificación y resguardar los valores testimoniales históricos y culturales. Por una ley provincial la 13530/16. Las instalaciones serán destinadas a la constitución de un espacio de memoria histórica de interés municipal y a un establecimiento educativo público que se denominará "Ana María Gurmendi" en homenaje a una detenida desaparecida de Funes.
En 2017 el lugar intento abrir sus puertas con fines educativos y culturales. En el lugar se colocaron murales colectivos, carteles explicativos, etc. La apertura de la Quinta fue el corolario de una campaña de las Abuelas de Plaza de Mayo.
En 2018 se presentó un proyecto rebautizado "Universidad de los Valores" impulsado por el Ministerio de Cultura de la Provincia, pero tampoco prosperó. Según el gobierno santafesino, la idea era darle un significado nuevo a este lugar, convirtiéndolo en un espacio educativo donde estudiantes primarios y secundarios puedan aprender sobre los crímenes de lesa humanidad ocurridos en Argentina.
Durante el 2024 la Mesa de DDHH de Funes ha reimpulsado los proyectos, retomó contacto y diálogo con las autoridades de la Secretaría de DDHH de Santa Fe y se están sumando actores diversos para hacer realidad el Sitio de Memoria.
A mediados de la década de los 90, se crea la Comisión por la Memoria de Funes y a partir de allí se comenzó a convocar a pequeñas actividades, que poco a poco fueron creciendo y haciéndose más numerosas, fundamentalmente, las movilizaciones y los actos. 
Una de las primeras marchas se realizó en la ciudad en 1999, y se fueron sucediendo, con diversas actividades conjuntas con diferentes partidos políticos, recitales, convocatorias culturales. 
En junio de 2011 se promulga la ley la Ley Nacional N.º 26.691 que declara Sitios de Memoria del Terrorismo de Estado a los lugares que funcionaron como centros clandestinos de detención, tortura y exterminio. 
En el año 2012 se hizo la primera gran marcha multipartidaria, histórica, a la que asistieron legisladores, autoridades provinciales y organismos de Derechos Humanos diversos. La Comisión por la Memoria, se amplía, se integran concejales, etc. El Concejo Deliberante crea una comisión de Derechos Humanos en su seno y presenta, ese mismo año, junto a otros partidos políticos, el proyecto de” Declaración de Sitio de Memoria de la Quinta de Funes”.
A partir del 2012, la dinámica fue muy diferente y enriquecedora ya que se pone en evidencia que la ciudad no estaba exenta de todo lo sucedido: Ana María Gurmendi, docente funense desapareció en 1977, y esto acrecentó la discusión en la localidad sobre los derechos humanos. Así es que el inmueble denominado Quinta de Funes – Centro Clandestino de Detención (CCD), fue declarado “Sitio de Memoria Histórica Municipal”, mediante Ordenanza N.º 770/12 del Concejo Municipal de Funes. 
En julio de ese año se realiza una señalización en la puerta del lugar a partir de un proyecto del Concejo Deliberante. 
En marzo de 2015 se sanciona la ordenanza 985 que declara de interés la expropiación del predio. Un año después, para marzo se vuelve a señalizar el lugar, pero esta ocasión revestirá mayor envergadura política e institucional. 
El proyecto de expropiación se eleva a la Legislatura Provincial en abril de 2016. Allí tuvo entrada por el entonces vicegobernador Jorge Henn y también por diversos diputados y diputadas quienes declaran la media sanción para luego ser aprobada por unanimidad en el Senado Provincial. El proyecto declara de “Utilidad pública y sujeto a expropiación” a la Quinta de Funes a través de la Ley Provincial 13530/16. 
Finalmente, el gobierno provincial del entonces Gobernador Miguel Lifschitz el 10 de julio de 2017 ejecuta el proceso de expropiación y el predio pasa a formar parte del patrimonio de los y las santafesinas, conformándose así, como Sitio de Memoria. 
Entre el 2017 y el 2023, el lugar estuvo prácticamente abandonado. Alos intentos en vano, pandemia mediante y tensiones políticas varias, se le sumó que los accesos quedaron abiertos largo tiempo y se realizaron decenas de actos vandálicos, robos y roturas.  
Solo para los 24 de marzo se ingresaba al lugar para transitarlo.
En la movilización del 2024 un grupo de vecinos y militantes decidimos conformar una mesa de trabajo para poner en marcha un plan de trabajo, en diálogo con las autoridades municipales y provinciales.  
Así se conformó la Mesa Promotora "Quinta de Funes" que hoy cuenta con avales y respaldo del Concejo Deliberante, la Secretaria de DDHH de la Provincia de Santa fe, de todos los organismos de DDHH de Rosario y la región, incluyendo la Universidad Nacional de Rosario (contando ya con convenios con tres Facultades). 
El 8 de diciembre de 2024 se presentó en la Quinta, el ante proyecto de lo que será el plan de obras, refacción y preservación del lugar a través de fondos provinciales. 

## En el cine
En 2015 se filma en la Quinta de Funes, la película «Operación México, un pacto de amor», basada en la novela «Tucho. La "Operación México" o lo irrevocable de la pasIón» de Rafael Bielsa. 
Cuenta la historia de Tulio «Tucho» Valenzuela (interpretado por Luciano Cáceres) y Raquel «María» Negro (interpretada por Ximena Fassi), ambos militantes de la organización Montoneros que junto con otras personas, son secuestrados por las Fuerzas Armadas y trasladados a la Quinta de Funes. Un intento del entonces jefe del Comando del Segundo Cuerpo de Ejército, Leopoldo Galtieri, le hace a Tucho una propuesta donde debía infiltrarse entre los máximos dirigentes montoneros para que los militares pudieran atrapar a Mario Firmerich. Tulio tenía una decisión acordada con su pareja Raquel: simular colaborar, pero al llegar a destino, denunció públicamente lo que pasaba, desmanteló la operación y responsabilizó al jefe militar por la vida de su mujer y su hijo (no sabía que eran mellizos).
También se filmó un documental llamado "Tres Cosas Basicas", un thriller político de amor y venganza
Con producción creativa y guion de Andrés Habegger. Producido por Avi Films. Argentina/ México/ Cuba
Sinopsis: En 1978 el militante Tulio Valenzuela es secuestrado en Argentina, junto a su compañera Raquel -embarazada- y su pequeño hijo. En ese momento, el General Galtieri le propone salvar sus vidas a cambio de viajar a México y entregar a la cúpula de Montoneros. En la Ciudad de México, Tulio se fuga y denuncia a los militares argentinos. Sabe que con ese hecho, Raquel tendrá un final trágico. «Tres cosas básicas» es un thriller político de amor y venganza. 
Participaciones y premios en festivales internacionales
*Festival De Cine Y Derechos Humanos. Madrid. España
*Festival De Cine Latinoamericano. Rosario. Argentina
*Festival Internacional De Cine Político. Bs As. Argentina
*Festival Internacional De Cine De Las Alturas. Jujuy. Argentina
“10.ª Semana del Cine Documental Argentino. Bs As Argentina.
Filmografía – Francisco Matiozzi Molinas
Licenciado y Productor Creativo. Con su film Pochormiga funda AVI FILMS. Es profesor de Cine. Se destaca como Director y Productor en la serie Militantes, el corto “Carnaval”, La digiserie “Cien Estados Creativos”. Los largometrajes: “Murales. El principio de las cosas”. “Las Fronteras del Cuerpo” (largometraje colectivo), y su último film “Tres cosas básicas”. Desarrolla y codirige con Jésica Aran, contenidos para AVI FILMS en Latinoamérica y Europa.

Palabras del director: "Una de las cosas que leí cuando era muy chico, fue un texto que me dio mi vieja. Tenía una frase que había dicho uno de sus hermanos: “Ustedes no nos matan, nosotros elegimos morir” (Alberto Molinas 1976). En los ’90, ya más grande, me juntaba con mi abuelo, el Beto Molinas, en una esquina de la ciudad de Santa Fe, más precisamente en el bar de la ochava. Tomábamos lisos, charlábamos y yo intentaba armar el rompecabezas familiar: un puzzle setentista con muchas piezas ocultas y cinco tíos militantes montoneros asesinados. Sus cinco hijos. Esos que pudieron exiliarse o salvarse y, sin embargo, como Alberto, decidieron seguir luchando. En esos días empieza a rondar en mí la pregunta con la que comienza esta película: «¿Es posible que el sacrificio más grande por una causa sea el de dar la vida?» A partir de esa pregunta, y muchos años después, le doy forma a “Tres Cosas Básicas”. Intento contar una historia del pasado reciente de la vida política argentina, pero con un relato en tiempo presente y una mirada hacia el futuro. Elijo armar una suerte de policial político en el que el hilo conductor es la conferencia de prensa que protagoniza Tucho Valenzuela, un integrante de la organización Montoneros, que tiene que decidir entre la causa o su familia, entre su vida o lo que cree; y fragmentos de la carta que le escribe a su hijo mientras todo eso pasa. Hoy Tres Cosas Básicas llega a su público. Y me hace pensar en el camino que me trajo hasta acá. El guion y la realización fueron por etapas. En sus intervalos, estrené mi primer largometraje, dirigí tres series y algunos cortos. Estos trabajos sumaron conocimientos, experiencias y compañeros como Andrés Habegger, co-director y productor creativo, y un amigo hermano. Todo eso enriqueció la película que hoy van a ver y sostuvieron el deseo de filmarla. Deseo que en este tipo de obras es un desafío mantener. No sé si la pregunta con la que comienza la película tiene respuesta. Quizás sí, y seguramente haya más de una. Al final, ensayo un indicio, algo de toda esta búsqueda queda expuesto sin pretensión de conclusiones.  El bar de la esquina hoy es un edificio alto y moderno. Mi abuelo ya no está. Pero sí queda esta película para mantener viva su memoria, nuestra memoria, para dejar una huella que podamos volver a pisar en tiempos de incertidumbre y caos. Y en tiempos de deseos permanentes".